# Toni Filipi
Toni Filipi (* 1. März 1996 in Zadar) ist ein ehemaliger kroatischer Boxer im Schwergewicht. Er ist der jüngere Bruder des Boxers Josip Filipi.

## Karriere
Er wurde 2014 Kroatischer Jugendmeister und startete bei den Jugend-Weltmeisterschaften 2014 in Bulgarien, wo er die Silbermedaille erkämpfte. Er war dabei erst im Finalkampf gegen Yordan Hernandez unterlegen. Er war damit für die Olympischen Jugend-Sommerspiele 2014 in China nominiert, wo er mit einer erneuten Finalniederlage gegen Hernandez, diesmal mit 1:2, wieder die Silbermedaille gewann.
Im Februar 2017 gewann er das Bocskai-Turnier in Ungarn mit einem Finalsieg gegen Igor Jakubowski und sicherte sich die Silbermedaille bei den U22-Europameisterschaften 2017 in Rumänien. Nach Siegen gegen die Starter aus Rumänien, Weißrussland und der Ukraine verlor er erst im Finale knapp mit 2:3 gegen den Franzosen Paul Omba-Biongolo.
Bei den U22-Europameisterschaften 2018 in Rumänien kämpfte er sich gegen die Starter aus Rumänien, England und der Türkei ins Halbfinale vor, wo er gegen den Ukrainer Sergi Gorskow mit 1:4 ausschied und eine Bronzemedaille gewann. Ab Februar 2018 boxte er für die kroatische Mannschaft Croatian Knights in der World Series of Boxing (WSB) und gewann zwei Kämpfe gegen Clemente Russo und Kristijan Dimitrow.
Bei den Mittelmeerspielen 2018 in Spanien gewann er die Silbermedaille und schlug dabei im Halbfinale Paul Omba-Biongolo. Eine weitere Silbermedaille gewann er bei den EU-Meisterschaften 2018 in Spanien nach einer Finalniederlage gegen den Italiener Aziz Mouhiidine.
2019 gewann er eine Bronzemedaille bei den Europaspielen in Minsk. Er war dabei erst im Halbfinale gegen Muslim Gadschimagomedow ausgeschieden. Bei den Weltmeisterschaften 2019 in Jekaterinburg unterlag er hingegen im ersten Kampf mit 2:3 gegen Tadas Tamašauskas.
Im Mai 2021 gewann er die Balkanmeisterschaften in Zagreb. Bei den Weltmeisterschaften 2021 in Belgrad schied er erneut gegen Aziz Mouhiidine aus.